# Carl von Friesendorff
Carl August von Friesendorff, född den 18 januari 1865 i Misterhults församling, Kalmar län, död den 11 april 1951 i Uppsala, var en svensk friherre i ätten von Friesendorff och ämbetsman. Han var bror till Gustaf von Friesendorff.
von Friesendorff avlade hovrättsexamen i Uppsala 1888 och blev vice häradshövding 1892. Han var borgmästare i Eskilstuna 1898–1932 och innehade under denna tid en mängd allmänna uppdrag. von Friesendorff utsågs till hedersledamot i Södermanlands-Nerikes nation vid Uppsala universitet 1927. Han blev riddare av Vasaorden 1906 och av Nordstjärneorden 1921 samt kommendör av andra klassen av Vasaorden 1929. von Friesendorff är begravd på Uppsala gamla kyrkogård.